# Teatro epico
Il teatro epico è un tipo di teatro affermatosi agli inizi del XX secolo, la cui forma e funzione differisce dal concetto stesso di teatro come normalmente si intende. Per "epicizzazione" del teatro si intende, infatti, il decentramento della drammatizzazione dall'evento scenico rappresentato in maniera naturalistica per una più globale partecipazione dello spettatore che diviene il destinatario attivo (e non più passivo) della rappresentazione.

## Caratteristiche
Mentre il teatro classico occidentale (più precisamente da quando questo si è costituito secondo le convenzioni e consuetudini contemporanee, intorno al XVIII secolo, ossia dalla privatizzazione dei teatri) tende ad essere il luogo della finzione col fine di avvolgere lo spettatore in una realtà "altra", il teatro epico ha il preciso scopo di sottolineare la finzione teatrale e, creando un teatro proletario, procedere ad uno sviluppo collettivo a livello culturale e sociale. Il teatro epico è, di conseguenza, fortemente politico, in quanto ogni elemento della messa in scena è adeguato ai fini politici e non solo il contenuto del dramma rappresentato, come invece accadeva nel teatro di propaganda.
I teorici teatrali come Erwin Piscator e Bertolt Brecht, possono essere ricordati come i padri della nuova forma teatrale. Il teatro epico fu anzi lo sviluppo di quello espressionista: mentre questo tendeva a turbare lo spettatore, l'altro voleva indurre lo stesso al ragionamento attivo.
La forma epica si avvale di una particolare tecnica di recitazione definita da Brecht, basata sul cosiddetto effetto di Straniamento. La tecnica che dà luogo all'effetto di straniamento è diametralmente opposta a quella convenzionale che si prefigge l'immedesimazione. L'attore può servirsi dell'immedesimazione, in uno stato preliminare, nello stesso modo in cui se ne servirebbe qualsiasi persona priva di attitudini e di ambizioni drammatiche, per imitare un'altra persona, per mostrarne il comportamento. L'attore sulla scena non dà luogo alla totale metamorfosi nel personaggio da rappresentare, egli mostra il proprio personaggio, "mantenendo il contegno di chi si limita a suggerire, a proporre", tenendosi a distanza dal personaggio.
L'importante è sollecitare lo spettatore alla critica del personaggio. Il punto di vista che l'attore sceglie è un punto di vista sociale. Con la prospettiva che imprime alla vicenda, con la caratterizzazione che dà del personaggio, egli rende evidenti quei tratti che rientrano nel campo d'azione della società. Così la sua arte diviene un colloquio col pubblico al quale si rivolge e induce lo spettatore a giustificare o rifiutare quelle condizioni, a seconda della classe cui appartiene.
Bertolt Brecht disse : “Il pregio principale del teatro epico, basato sullo straniamento, il cui scopo è rappresentare il mondo in maniera che divenga maneggevole, è precisamente la sua naturalezza, il suo carattere tutto terrestre, il suo umorismo, la sua rinuncia a tutte le incrostazioni mistiche che il teatro tradizionale si porta appresso fin dall'antichità.”
Il precursore di tali esperimenti può essere considerato Vsevolod Emil'evič Mejerchol'd che, negli studi sulla biomeccanica, teorizzò una forma di recitazione anticonvenzionale, basata sulla meccanicizzazione del lavoro su sé stesso dell'attore che presupponeva l'alienazione dello stesso al fine di evitarne la catarsi col personaggio o la situazione scenica. Tali idee, diametralmente opposte a quelle di Stanislavskij e di Michail Čechov, costarono a Mejerchol'd la vita per le accuse di mancato rispetto del realismo socialista in Russia.